# 琳达·朴
琳达·朴（1978年7月9日—），韩裔美国女演员，出生于韩国首尔，知名于在科幻电视剧星际旅行：进取号中饰演通讯官佐藤星。除了在《星艦奇航記》系列中的表演外，琳达·朴在电视剧《撞车》（Crash）中扮演的麦吉也为人所知。

## 早年生活
琳达·朴生于韩国，长于加利福尼亚州圣何塞，她在读高中时就开始担任学校的戏剧制作。高中毕业后，琳达·朴决定进修表演专业，并开始在波士顿大学攻读艺术学位（BFA）。大学期间，琳达·朴曾花费一学期的时间在伦敦音乐艺术学院和皇家戏剧艺术学院学习。

## 演艺生涯
2001年，琳达·朴在电影《侏罗纪公园3》中饰演一个小角色。同年，琳达·朴在星际旅行系列电视剧《星际旅行：进取号》中扮演日裔星舰通讯官佐藤星。在剧中，琳达·朴扮演一位拥有语言天赋的星际联邦通讯官；而现实生活中的琳达·朴也拥有语言天赋，她会英语、韩语、西班牙语和法语。
琳达·朴除了表演外，对舞蹈也表现出了极大的兴趣，她自称“舞蹈一直都是自己的第二大爱好”；她一直坚持在舞蹈学校学习芭蕾。琳达·朴居住在加利福尼亚州洛杉矶，她自己拥有一间电影院。2003年8月，琳达·朴在短剧《我的公主，我的天使》中担任制片人并出演了一个角色。2005年10月19日至2005年11月11日，琳达·朴在戏剧阿伽门农中扮演克吕泰涅斯特拉，此剧在纽约巡回出演。
2009年，琳达·朴与撞车剧组签约，从第二季起担任常驻演员，扮演麦吉·天熙；在此剧中，琳达·朴共出演了13集，但在重要制作者丹尼斯·霍珀去世后，制作公司叫停了这部电视剧。

## 作品
| 年份          | 名称                   | 角色       | 备注                      |
| ------------- | ---------------------- | ---------- | ------------------------- |
| 2001          | Popular                | 林安娜     | 出演于“Fag”这集中         |
| 2001年        | 侏罗纪公园3            | 汉娜       |                           |
| 2001年-2005年 | 星际旅行：进取号       | 佐藤星少尉 | 共出演98集                |
| 2002年        | Taken                  | 派对狂人   |                           |
| 2004年        | Spectres               | 韻妮·汉森  |                           |
| 2004年        | Geldersma              | 明         | 短剧                      |
| 2006年        | 我的公主，我的天使     | 深         | 短剧                      |
| 2006年        | 荣誉                   | 凯特       |                           |
| 2007年        | Raines                 | 莎丽·兰斯  | 共出演7集                 |
| 2007年-2008年 | 灭罪红颜               | 丹尼斯     | 共出演10集                |
| 2009年        | 害虫横行               | 李斯       |                           |
| 2009年        | 人生                   | 法官助理   | 出演于“5 Quarts”这集中    |
| 2009年        | 法律与秩序：特殊受害者 | 教师       | 出演于“Liberties”这集中   |
| 2009年        | 撞车                   | 麦吉       | 共出演13集                |
| 2011年        | 超感神探               | 蒙特奇博士 | 出演于“Bloodhounds”这集中 |
| 2011年        | 豪斯医生               | 温迪·李    | 出演于“The Fix”这集中     |